# Manga Player
Manga Player fut parmi les premiers magazines de prépublication de manga parus en France avec Kaméha.

## Histoire
Ce magazine mensuel fut à l'origine créé par une partie de la rédaction du magazine de jeux vidéo Player One de Média Système Édition, futur Pika Édition. Le premier numéro est daté d'octobre 1995, et c'est après 42 parutions que sortira le dernier numéro en septembre 1999.
Ce mensuel en noir et blanc (avec quelques pages en couleurs) comportait plus d'une centaine de pages (154 pages pour le premier numéro) et était vendu trente francs. Il était constitué de quelques pages de chroniques d'actualité sur le monde du manga et de l'animation, suivi de la prépublication de quatre séries manga.
Ont été ainsi prépubliées dans ces pages des séries telles que :
- 3x3 Eyes
- Ah! My Goddess
- Captain Kid (de Hiroshi Uno)
- Compiler
- Flag Fighter
- Ghost in the shell, ensuite publié par Glénat dans la collection Akira.
- Gunsmith Cats
- Steam Détective (de Kia Asamiya)
- You're Under Arrest
- Great Teacher Onizuka